# Budgeting (cinema)
Il budgeting è una delle fasi iniziali e più importanti della produzione cinematografica e consiste nel reperire i fondi necessari alla realizzazione del film.
I processi per il suo avvio nascono durante lo sviluppo, generalmente durante la scrittura della sceneggiatura, quando il regista deve proporre ai produttori dello studio cinematografico interessato un bilancio di spesa approssimato e ottenere da loro semaforo verde per procedere con la pre-produzione. 
Procedendo e dilungandosi nella produzione, il budgeting viene solitamente diviso in quattro aree: talento creativo (cast tecnico e artistico), produzione diretta (costo per costruzione di set e materiale necessario alla lavorazione), post-produzione (costo per le fasi di questo processo) e settori vari (completamento delle obbligazioni, distribuzione, marketing, etc).